# Saâda Bonaire
Saâda Bonaire est un groupe allemand, de disco et world music, originaire de Brême, actif entre 1982 et 1983. Le groupe est formé par DJ Ralph « von » Richtoven et les deux chanteuses Stephanie Lange et Claudia Hossfeld.

## Histoire
Stephanie Lange et Claudia Hossfeld se rencontrent en 1982 à Brême, et montent le projet disco/musique du monde Saâda Bonaire avec le DJ Ralph « von » Richtoven. Saâda Bonaire est un groupe-concept centré sur les deux chanteuses Stefanie Lange et Claudia Hossfeld rejointes par des dizaines de musiciens locaux recrutés dans le centre d'immigration local. Le son qui en résulte est une fusion unique de voix féminines rauques, d'instruments orientaux, d'esthétique musicale dub et africaine, de boîtes à rythmes et de synthétiseurs.
Signé par la major EMI, Saâda Bonaire programme un premier album et s'attèle à l’enregistrement de ce premier opus en compagnie du producteur Dennis Bovell (The Slits, The Pop Group, Fela Kuti...). Le premier (et unique) single You Could Be More As You Are, est produit dans le studio de Kraftwerk. Le groupe a été rejoint par l'icône du jazz Charlie Mariano (qui avait déjà collaboré avec Gong, Stan Kenton et Charles Mingus) qui leur a prêté ses talents de saxophoniste. Après la parution du single You Could Be More As You Are en 1983, EMI décide, finalement, de ne pas sortir l’album de Saâda Bonaire pour cause de querelles avec leur directeur artistique Michael F. qui aurait dépassé les budgets sur la production du nouvel album de Tina Turner, Private Dancer (1984). 
En 2013, le label Captured Tracks ressuscite Saâda Bonaire en obtenant les pistes de l'album original auprès de DJ Ralph « von » Richtoven. Cet album, sorti 30 ans plus tard, rassemble deux chansons sorties en single par EMI et 11 titres inédits enregistrés entre 1982 et 1985.